# Čagatajščina
Čagatajščina, čagatajska turščina, stara ujgurščina ali stara uzbeščina (čagatajsko جغتای,  džaĝatāj ali   ترکی, turkī, uzbeško ﭼﯩﻐﻪتاي, чиғатой тили, čig’atoj tili, ujgursko چاغاتاي تىلى, чағатай тили, čagataj tili, turško Çağatayca) je izumrli turški jezik, ki se je nekoč na široko govoril v Centralni Aziji. Kot knjižni jezik se je ohranil do začetka 20. stoletja. Najvišjo stopnjo razvoja in enotnosti je dosegel v timuridskih delih Transoksanije v drugi polovici 15.-16. stoletja. Govorili so ga tudi zgodnji mogulski vladarji na Indijski podcelini, kjer je vplival na razvoj  hindustanskega jezika. Največji predstavnik čagatajske književnosti je Ali Šir Nevaj iz 15. stoletja.
Leta 1924 so med pripravami za ustanovitev Sovjetske republike Uzbekistan čagatajščino uradno preimenovali v staro uzbeščino, kar je zelo izkrivilo literarno zgodovino regije, in  Ališerju Navoju pripisali uzbeško nacionalnost. Na Kitajskem so čagatajščino včasih imenovali stara ujgurščina.
Zgleda, da so v 12. stoletju čagatajsko govorili tudi Berendeji, nomadsko turško ljudstvo, morda sorodno s Kumani.
Čagatajska abeceda se imenuje Kona Yëziq (stara pisava).

## Etimologija
Beseda čagatajski je povezana s Čagatajskim kanatom (1225 –1680. leta), naslednikom Mongolskega imperija, katerega je Džingiskan zapustil svojemu drugemu sinu Čagataj Kanu. Veliko čagatajskih Turkov in Tatarov, govorcev čagatajskega jezika, se je štelo za potomce Čagataj Kana.

## Zgodovina
Čagatajščina spada v karluško vejo družine turških  jezikov. Razvila se je iz staroturškega jezika, ki je bil lingua franca Centralne Azije. V njej je bilo veliko arabskih in perzijskih besed in fraz. Knjižna oblika je temeljila na dveh starejših knjižnih srednjeturških jezikih, karakanidščini in horezmščini.  Zgodovina jezika se deli na tri obdobja:
- predklasična čagatajščina (1400–1465)
- klasična čagatajščina (1465–1600)
- postklasična čagatajščina (1600–1921)

Prvo obdobje je prehodna faza, za katero so značilni ostanki arhaičnih oblik. Druga faza se začenja z objavo prvega  Ali Šir Nevajevega Divana, ki je višek čagatajske književnosti. Za tretjo fazo je značilen razcep v dve razvojni veji: prva je ohranjala klasični čagatajski jezik, druga  pa je bila pod vedno večjim vplivom lokalnih narečij.
Čagatajski turški jezik je dosegel višek v obdobju Timuridov in ostal univerzalni knjižni jezik Centralne Azije do sovjetskih reform v zgodnjem 20. stoletju. Velik vpliv je imel tudi na razvoj hindustanskega jezika. 

## Vpliv na kasnejše turške jezike
S čagatajščino sta najtesneje  povezani sodobna uzbeščina in ujgurščina. Uzbeki štejejo čagatajščino za izvor njihovega jezika in čagatajsko književnost za svojo. Leta 1921 se je v Uzbekistanu, ki je bil takrat del Sovjetske zveze, čagatajščina zamenjala s knjižnim jezikom, ki je temeljil na lokalnem uzbeškem narečju.  
Ethnologue omenja, da se v Afganistanu  beseda čagatajščina  uporablja za tekščino, eno od narečij turkmenskega jezika. Do  vključno 18. stoletja je bila čagatajščina knjižni jezik v Turkmenistanu in drugih delih Centralne Azije. Nekaj vpliva je imela tudi na turkmenščino, vendar jezika spadata v različni veji družine turških jezikov.

## Književnost
Najslavnejši čagatajski pisec je že omenjeni Ali Šir Nevaj, ki je, med drugim, napisal mojstrovino Muxokamat allugatayn (dobesedno Sojenje dvema jezikoma), podrobno primerjavo čagatajskega in perzijskega jezika, v kateri trdi, da je čagatajščina prekaša perzijščino. Med najpomembnejša prozna dela v čagatajščini spadata Timur Lenkova biografija in slavna Baburnama (ali Tuska Babure),  spomini Ẓahīr-ud-Dīn Mohameda Bāburja (1483–1530),  Timurjevega praprapravnuka in  ustanovitelja  Mogulskega imperija.
Pomembna dela v čagatajskem jeziku so nastala tudi v zgodnjem 20. stoletju. Mednje spadata Tārīkh-i amniyya (dokončana  leta 1903) in njena dopolnjena različica Tārīkh-i ḥamīdi (dokončana leta 1908) avtorja Muse Sajramija. Knjigi sta najboljši vir podatkov za dungansko vstajo (1962-1877) v Xinjiangu.
O čagatajskem jeziku so domači in tuji pisci napisali naslednje knjige:
- Mohamed Mahdi Kan: Sanglakh.
- Abel Pavet de Courteille: Dictionnaire turk-oriental (1870).
- Ármin Vámbéry (1832-1913): Ćagataische sprachstudien, enthaltend grammatikalischen umriss, chrestomathie, und wörterbuch der ćagataischen sprache (1867).
- Šejk  Sulejman Efendi: Čagataj-Osmanisches Wörterbuch: Verkürzte und mit deutscher Übersetzung versehene Ausgabe (1902).
- Šejk  Sulejman Efendi: Lughat-ï chaghatay ve turkī-yi 'othmānī.
- Mirza Mohamed  Mehdi Kan Astarabadi: Mabaniul Lughat: Yani Sarf o Nahv e Lughat e Chughatai.[17]
- Abel Pavet de Courteille: Mirâdj-nâmeh: récit de l'ascension de Mahomet au ciel, composé a.h. 840 (1436/1437). [18]

Dinastija Čing je naročila slovarje glavnih kitajskih jezikov, na primer Pentaglota, v katerem je tudi slovar čagatajske turščine. 
Čagatajska književnost je še vedno študijski predmet v sodobni Turčiji, kjer nanjo gledajo kot na svojo dediščino. 